# Milad De Nour Tour
Le Milad De Nour Tour (anciennement Tour of Milad du Nour jusqu'en 2009) est une course cycliste par étapes organisée depuis 2005. Elle se déroule chaque année en Iran. Elle fait partie de l'UCI Asia Tour, en catégorie 2.2.
Une édition est organisée en 2018, mais elle ne fait pas partie du calendrier UCI.

## Palmarès
| Année | Vainqueur            | Deuxième           | Troisième         |
| ----- | -------------------- | ------------------ | ----------------- |
| 2005  | David McCann         | Omar Hasanein      | Siros Hashemzadeh |
| 2006  | Ghader Mizbani       | Siros Hashemzadeh  | Hossein Askari    |
| 2007  | Ghader Mizbani       | Ahad Kazemi        | Hossein Askari    |
| 2008  | Ahad Kazemi          | Hossein Alizadeh   | Siros Hashemzadeh |
| 2009  | Mahdi Sohrabi        | Abbas Saeidi Tanha | Ramin Mehrabani   |
| 2010  | Ramin Mehrabani      | Farshad Salehian   | Arvin Moazemi     |
| 2011  | Ghader Mizbani       | Hossein Alizadeh   | Amir Zargari      |
| 2012  | Annulée              | Annulée            | Annulée           |
| 2013  | Annulée              | Annulée            | Annulée           |
| 2018  | Mohammad Ganjkhanlou | Amir Kolahdozhagh  |                   |